# هاري فان دن هام
هاري فان دن هام (بالهولندية: Harry van den Ham)‏ هو لاعب كرة قدم هولندي، ولد في 16 أغسطس 1954 في باندونغ في إندونيسيا. لعب مع نادي أوترخت.

## وصلات خارجية
- هاري فان دن هام على موقع قاعدة بيانات كرة القدم.إي يو (الإنجليزية)